# Comostolopsis rufostellata
Comostolopsis rufostellata là một loài bướm đêm trong họ Geometridae.